# 123 Budowlany Batalion Hilfswilligen
123 Budowlany Batalion Hiwisów (niem. Hilfswilligen Bau Bataillon 123) – oddział wojskowy Wehrmachtu złożony z Hiwisów podczas II wojny światowej
Batalion został sformowany w maju 1943 r. na okupowanej południowej Ukrainie. Składał się z czterech kompanii budowniczych. W ich skład wchodzili b. jeńcy wojenni z Armii Czerwonej, tzw. Hiwisi, którzy wcześniej służyli w różnych dywizjach Wehrmachtu. Oddział był podporządkowany 123 Grupie Dywizyjnej, a następnie Oddziałowi Korpuśnemu "F". W sierpniu 1944 r. wraz z pozostałymi wojskami wycofał się w rejon Jass w Rumunii. W poł. stycznia 1945 r. został rozwiązany.